# 第39回ライダーカップ
第39回ライダーカップ(39th Ryder Cup)は、2012年9月にアメリカ合衆国・シカゴで開催された男子ゴルフの欧米対抗戦であるライダーカップの第39回大会である。ヨーロッパが14½対13½でアメリカを下し大逆転で2010年に続き連勝した。アメリカはデービス・ラブ3世、欧州はホセ・マリア・オラサバルがキャプテンとして指名した。

## 概要
本大会の運営はPGAオブ・アメリカで、会場はシカゴ郊外にあるメダイナ・カントリークラブコース3で9月28日から30日にかけて開催された。

## 大会フォーマット
- 初日・2日目（各日共通）午前中にフォアサム、午後にフォアボールがそれぞれ4試合ずつ、計36ホール行われる。
- 最終日：シングルス12試合を行い、14½以上でカップ獲得チームが決定される。

## 初日

### フォアサム
| 欧州連合の旗            | 結果  | アメリカ合衆国の旗      |
| ----------------------- | ----- | ----------------------- |
| マキロイ/マクドウェル   | 1 up  | フューリク/スネデカー   |
| ドナルド/ガルシア       | 4 & 3 | ミケルソン/ブラッドリー |
| ウエストウッド/モリナリ | 3 & 2 | ダフナー/Z・ジョンソン  |
| ポールター/ローズ       | 2 & 1 | ストリッカー/ウッズ     |
| 2                       | 得点  | 2                       |
| 2                       | 合計  | 2                       |

### フォアボール
| 欧州連合の旗              | 結果  | アメリカ合衆国の旗       |
| ------------------------- | ----- | ------------------------ |
| ローリー/ハンソン         | 5 & 4 | ワトソン/シンプソン      |
| マキロイ/マクドウェル     | 2 & 1 | ミケルソン/ブラッドリー  |
| ローズ/カイマー           | 3 & 2 | D・ジョンソン/クーチャー |
| ウエストウッド/コルサーツ | 1 up  | ウッズ/ストリッカー      |
| 1                         | 得点  | 3                        |
| 3                         | 合計  | 5                        |

## 2日目

### フォアサム
| 欧州連合の旗            | 結果  | アメリカ合衆国の旗      |
| ----------------------- | ----- | ----------------------- |
| ローズ/ポールター       | 1 up  | ワトソン/シンプソン     |
| ウエストウッド/ドナルド | 7 & 6 | ブラッドリー/ミケルソン |
| コルサーツ/ガルシア     | 2 & 1 | ダフナー/Z・ジョンソン  |
| マキロイ/マクドウェル   | 1 up  | フューリク/スネデカー   |
| 1                       | 得点  | 3                       |
| 4                       | 合計  | 8                       |

### フォアボール
| 欧州連合の旗        | 結果  | アメリカ合衆国の旗       |
| ------------------- | ----- | ------------------------ |
| コルサーツ/ローリー | 1 up  | D・ジョンソン/クーチャー |
| ローズ/モリナリ     | 5 & 4 | ワトソン/シンプソン      |
| ガルシア/ドナルド   | 1 up  | ウッズ/ストリッカー      |
| マキロイ/ポールター | 1 up  | ダフナー/Z・ジョンソン   |
| 2                   | 得点  | 2                        |
| 6                   | 合計  | 10                       |

## 最終日シングルス
| 欧州連合の旗             | 結果     | アメリカ合衆国の旗       | 得点経過        |
| ------------------------ | -------- | ------------------------ | --------------- |
| ルーク・ドナルド         | 2 & 1    | バッバ・ワトソン         | 1st: 7 - 10     |
| イアン・ポールター       | 2 up     | ウェブ・シンプソン       | 4th: 10 - 10    |
| ローリー・マキロイ       | 2 & 1    | キーガン・ブラッドリー   | 3rd: 9 - 10     |
| ジャスティン・ローズ     | 1 up     | フィル・ミケルソン       | 6th: 11 - 11    |
| ポール・ローリー         | 5 & 3    | ブラント・スネデカー     | 2nd: 8 - 10     |
| ニコラス・コルサーツ     | 3 & 2    | ダスティン・ジョンソン   | 5th: 10 - 11    |
| グレーム・マクドウェル   | 2 & 1    | ザック・ジョンソン       | 7th: 11 - 12    |
| セルヒオ・ガルシア       | 1 up     | ジム・フューリク         | 9th: 13 - 12    |
| ピーター・ハンソン       | 2 up     | ジェイソン・ダフナー     | 10th: 13 - 13   |
| リー・ウエストウッド     | 3 & 2    | マット・クーチャー       | 8th: 12 - 12    |
| マーティン・カイマー     | 1 up     | スティーブ・ストリッカー | 11th: 14 - 13   |
| フランチェスコ・モリナリ | 引き分け | タイガー・ウッズ         | 12th: 14½ - 13½ |
| 8½                       | 得点     | 3½                       |                 |
| 14½                      | 最終結果 | 13½                      |                 |